# Priego de Córdoba
Priego de Córdoba település Spanyolországban, Córdoba tartományban. Priego de Córdoba Algarinejo, Alcaudete, Iznájar, Rute, Carcabuey, Luque, Fuente-Tójar, Alcalá la Real, Almedinilla és Montefrío községekkel határos. Lakosainak száma 21 826 fő (2024).

## Népesség
A település népessége az elmúlt években az alábbi módon változott:
| Lakosok száma | 22 597 | 22 906 | 23 087 | 23 513 | 23 528 | 23 112 | 22 855 | 22 408 | 22 251 | 21 826 |
|               | 2001   | 2004   | 2006   | 2009   | 2011   | 2014   | 2016   | 2019   | 2021   | 2024   |